# Daniela Schadt
Daniela Schadt, née le 3 janvier 1960 à Hanau, en République fédérale d'Allemagne, est une journaliste allemande et, depuis 2000, la compagne du pasteur Joachim Gauck, président fédéral d'Allemagne du 18 mars 2012 au 18 mars 2017.

## Biographie
Issue d'une famille d'entrepreneurs fondateurs d'une fabrique de peintures baptisée « Schadt & Co. KG », Daniela Schadt a fréquenté la Karl-Rehbein-Schule, puis le lycée de Hanau, avant d'obtenir son Abitur dans la même ville. Elle part ensuite étudier l'allemand, le français et les sciences politiques à l'université Johann Wolfgang Goethe, à Francfort-sur-le-Main, dont elle sort diplômée en 1985. 

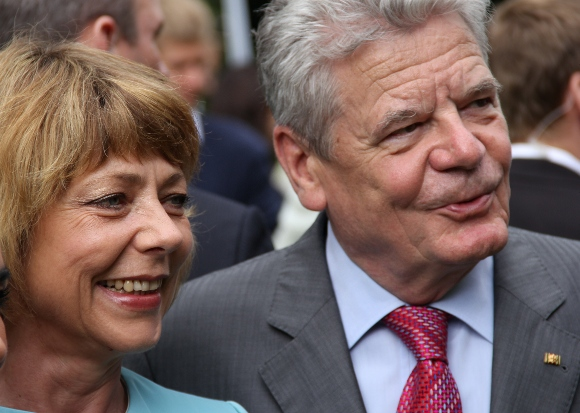
Daniela Schat et Joachim Gauck, en 2013.

Stagiaire pour la rédaction du Hanauer Anzeiger à partir de 1985, elle intègre, dès l'année suivante, la rédaction du  Nürnberger Zeitung, au sein duquel elle travaille au service politique dont elle devient, en 1992, la rédactrice chargée du département de la politique intérieure. Elle quitte ces fonctions après l'élection de son compagnon, Joachim Gauck, à la tête de l'État fédéral allemand, en 2012.
Elle devient la compagne du pasteur Joachim Gauck peu de temps après l'avoir rencontré à l'issue d'une conférence en 2000. 
À la suite de l'élection de Gauck à la présidence de la République fédérale, elle met un terme à sa carrière de journaliste, notamment pour se consacrer à son nouveau rôle de Première dame. Elle est la première, depuis 1949, à ne pas être mariée au chef de l'État. Par la suite, elle devient la marraine du comité allemand de l'UNICEF et de l'organisation de charité Müttergenesungswerk, fondée en 1950 par Elly Heuss-Knapp.

## Décorations
- Grand cordon de l'ordre de Léopold (Belgique)[3]